# Endre Arató
Endre Arató (n. 8 noiembrie 1921, Budapesta-d.30 august 1977, Budapesta) a fost un istoric și scriitor maghiar.